# Charles Chevalier
Charles Louis Chevalier (19 de abril de 1804- 21 de noviembre de 1859) fue un óptico francés que construyó las lentes para la primera cámara de daguerrotipos.

## Vida y obra

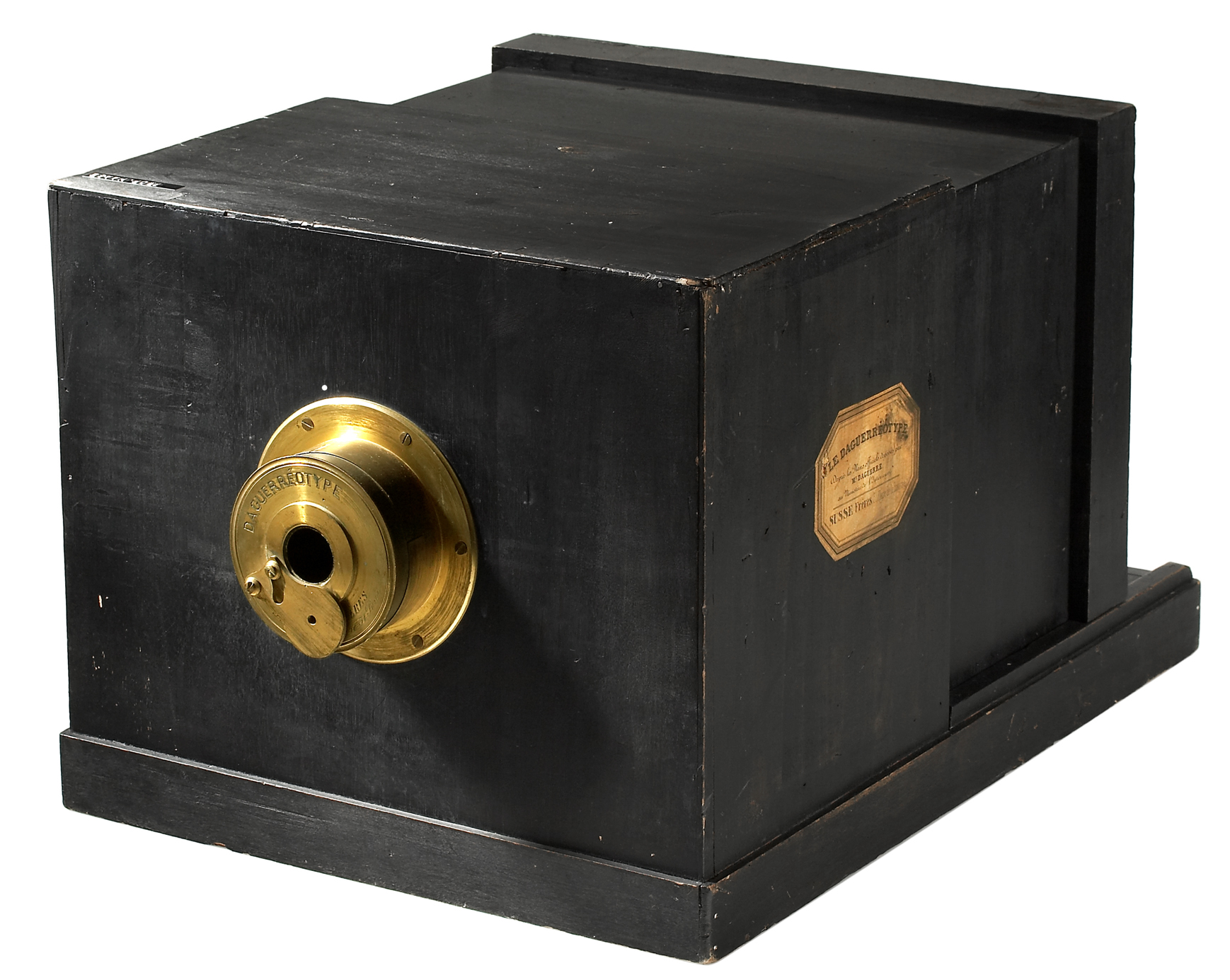
Cámara de daguerrotipo producida por La Maison Susse Frères en 1839, provista de una lente producida y diseñada por Charles Chevalier

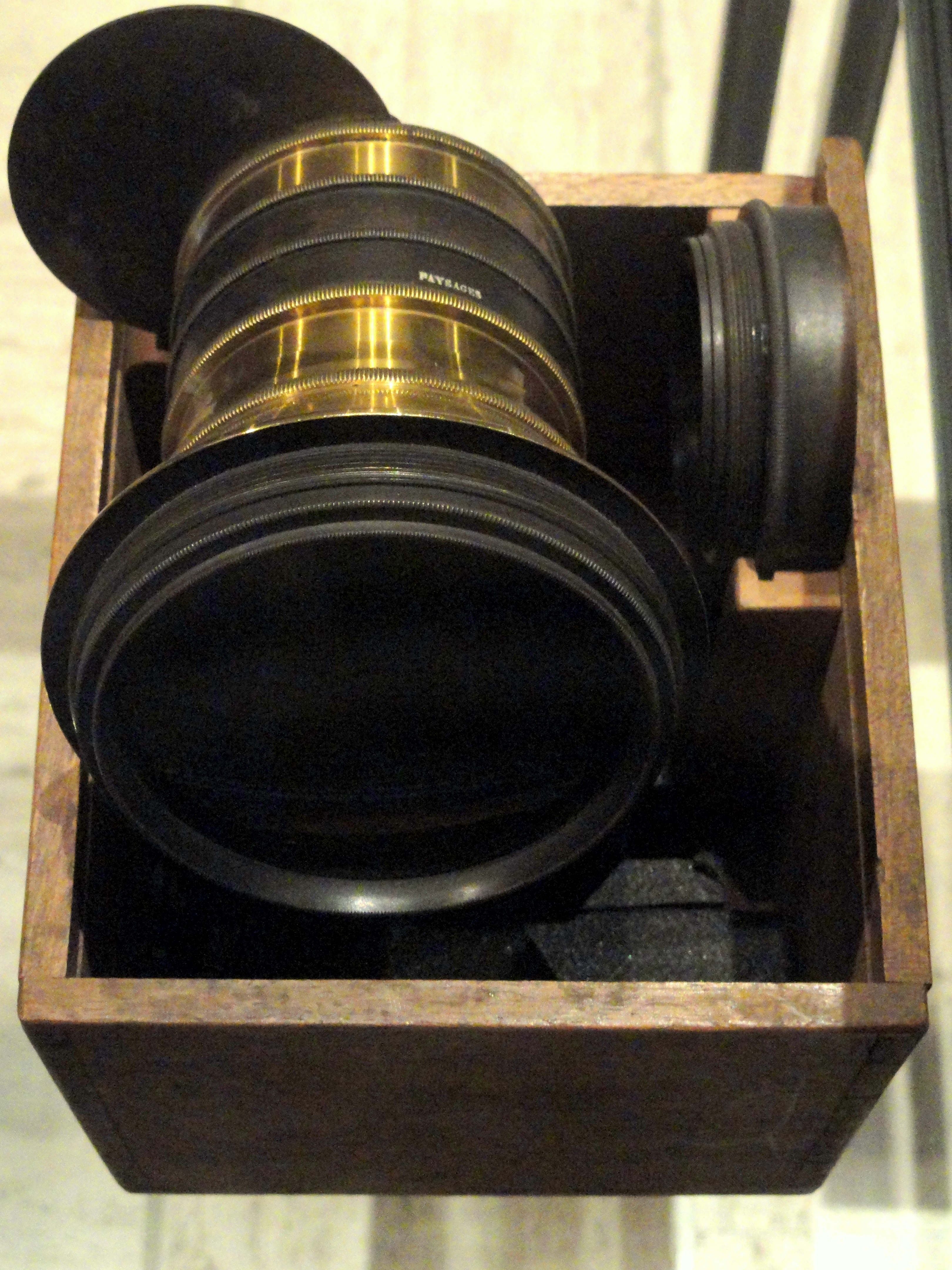
Lente producida y diseñada por Charles Chevalier en 1840 (Museo Nicéphore Niépce)

Nació en París, su abuelo Louis Vincent Chevalier (1743-1800) y su padre Vincent Jacques Louis Chevalier (1770 - 1841) eran ópticos de profesión, por lo que tras sus estudios en 1823 se asociaron en una tienda en la Quai de l'horloge número 69, donde comercializaban sus objetivos para microscopios de tipo acromático para evitar la aberración cromática.
Antes de la aparición del daguerrotipo ya estuvieron trabajando en el perfeccionamiento de las lentes para la cámara lúcida que tenía aplicaciones en pintura, así en 1825 Niepce solicitó su ayuda para perfeccionar sus cámaras fotográficas experimentales.
En 1830 adoptó junto a M. Selligue el diseño realizado por Giovanni Battista Amici para realizar una serie de microscopios horizontales y en 1834 construyó el primer microscopio acromático.
En 1831 Charles se separó de su padre fundando su propia empresa en la calle del Palais Royal número 163 donde también tuvo como cliente a Daguerre que le encargó las lentes para sus propias cámaras por lo que se puede considerar que Charles era intermediario entre este y Niepce. Al aparecer el daguerrotipo comenzó a interesarse por la fotografía que definió como los «ojos de la Academia». En 1841 abrió un taller para continuar con los avances científicos en este campo.
Al fallecer su padre se fusionaron las empresas y tras la incorporación de su hijo Arthur continuó con el negocio donde se formaron conocidos ópticos como Pierre-Ambroise Richebourg y Camille-Sébastien Nachet.